# Robert Fellner
Robert Fellner es un deportista virgenense estadounidense que compitió en taekwondo. Ganó dos medallas en los Juegos Panamericanos en los años 1987 y 1991, y cuatro medallas en el Campeonato Panamericano de Taekwondo entre los años 1982 y 1988.

## Palmarés internacional
| Juegos Panamericanos    | Juegos Panamericanos          | Juegos Panamericanos | Juegos Panamericanos |
| Año                     | Lugar                         | Medalla              | Categoría            |
| ----------------------- | ----------------------------- | -------------------- | -------------------- |
| 1987                    | Indianápolis (Estados Unidos) | Medalla de plata     | +83 kg               |
| 1991                    | La Habana (Cuba)              | Medalla de bronce    | +83 kg               |
| Campeonato Panamericano |                               |                      |                      |
| Año                     | Lugar                         | Medalla              | Categoría            |
| 1982                    | Ponce (Puerto Rico)           | Medalla de oro       | +84 kg               |
| 1984                    | Paramaribo (Surinam)          | Medalla de bronce    | +84 kg               |
| 1986                    | Guayaquil (Ecuador)           | Medalla de bronce    | +83 kg               |
| 1988                    | Lima (Perú)                   | Medalla de oro       | +83 kg               |